# Svarv

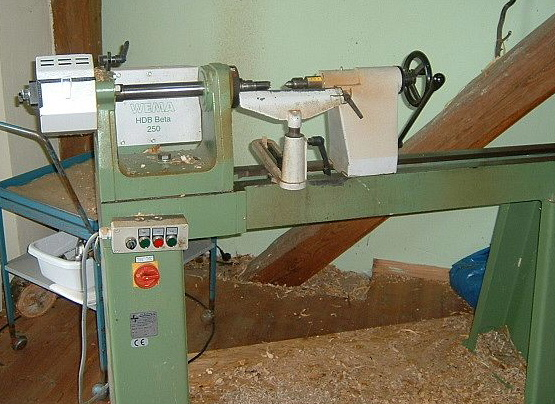
Elektrisk träsvarv.

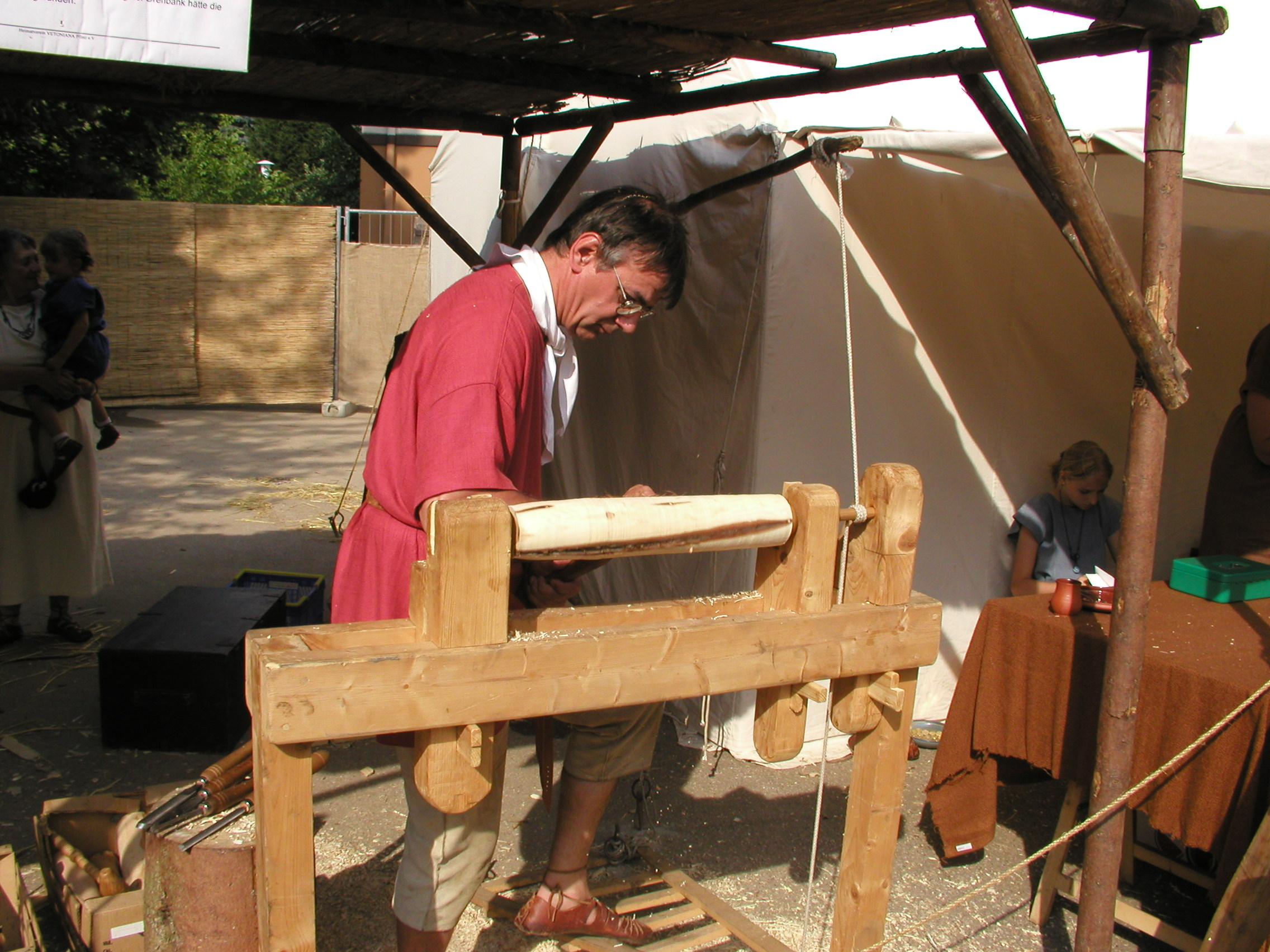
Stångsvarv.

Svarvkammaren från 1600-talet på Skoklosters slott.

Svarv är en maskin för skärande bearbetning av rotationssymmetriska föremål där man låter arbetsstycket rotera medan verktyget hålls stilla. 
Arbetsstycket spänns vanligtvis upp mellan två dockor som består av anordningar där i varje fall den ena har fasthållande och drivande funktion (chuck) och den andra stödjande funktion (dubb, pinol).
Svarvar finns för trä och metall, samt flera andra material.

## Historik
Svarven är ett gammalt verktyg, känt bland annat från det gamla Egypten 1300 f.v.t.  Bevis finns att den var känd i Mykene någon gång mellan 1100 och 1400 f.v.t.  En svarv finns avbildad i krigarens grav i Corneto-graven från etruskisk tid.
De första svarvarna som använts, var de så kallade stångsvarvarna. Stångsvarven består av en elastisk björk- eller grangren, som genom ett snöre i ytterändan förbands med en trampa. Vid svarvningen lindas snöret några varv om svarvämnet. När man trampar ned trampan roterar träämnet och när man släpper trampan rätar stången upp sig.
Inom det yrkesmässiga snickeriet ersattes stångsvarven av trampsvarven, där man kan svarva utan uppehåll och där träämnet roterar i samma riktning hela tiden. På landsbygden dröjde det dock till slutet av 1800-talet innan trampsvarven blev vanligare.
Under den industriella revolutionen började svarvarna i likhet med andra verktygsmaskiner att drivas genom central remdrift.
Moderna svarvar drivs av en inbyggd elmotor.

## Träsvarv

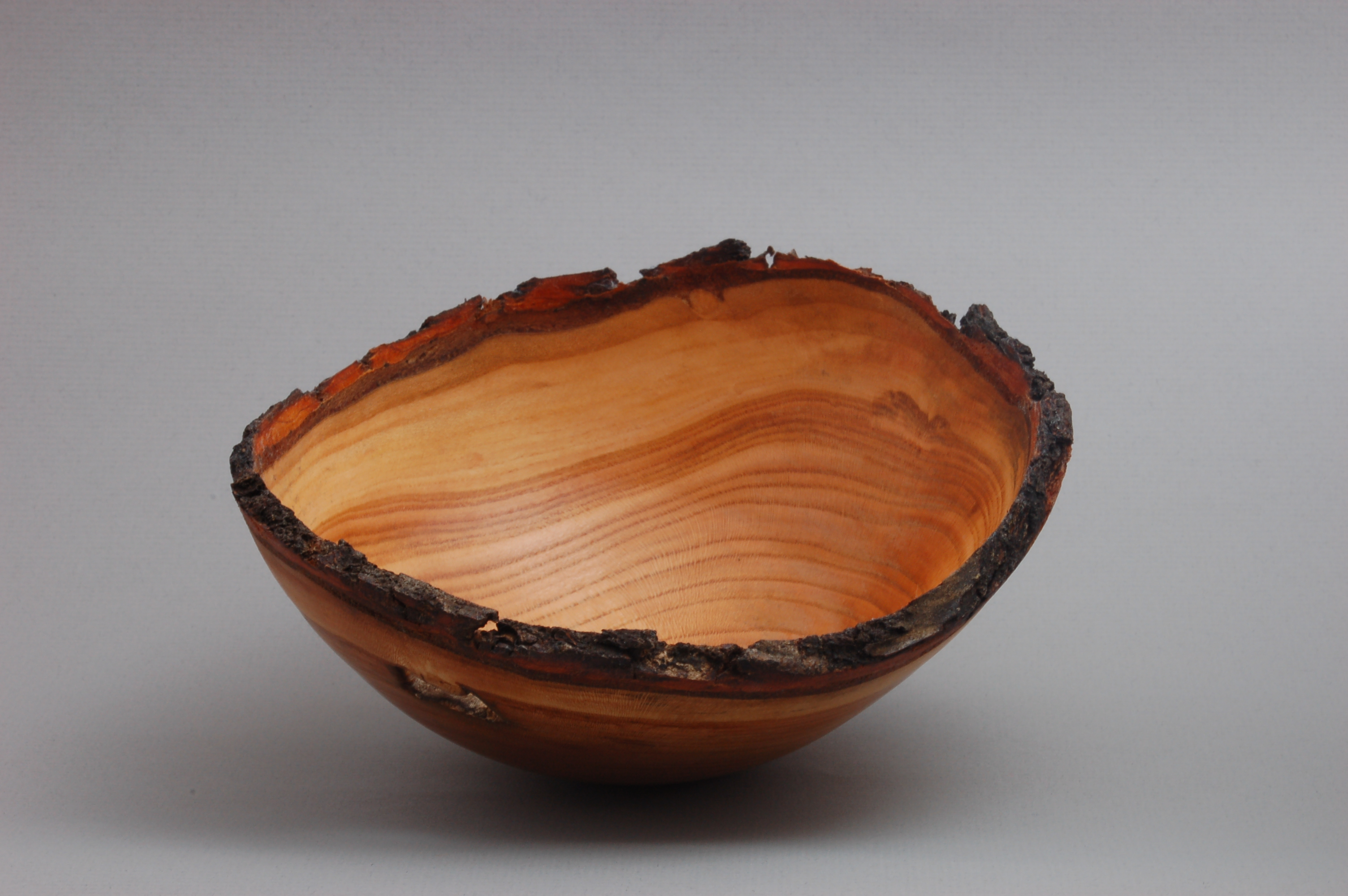
En svarvad skål i trä.

Svarvar tillverkas med olika grad av automatisering, från den enklaste träsvarvar där verktyget hålls och styrs med handen till mer automatiska eller där svarvaren styr ett svarvstål efter en schablon. I viss svarvning, exempelvis vid svarvning av träskålar eller träknoppar, används endast den drivande funktionen (svarvning på fri ände).
I grunden är det ingen skillnad på medeltidens svarvning och dagens automatiska svarvning, det är ett arbetsstycke som roterar mot ett svarvstål. Utifrån denna grundprincip har utvecklats en massa rationaliseringar. 
Den ursprungliga principen är att man fäster upp arbetsstycket mot en drivande spindel och ett mothåll. På moderna svarvar läggs arbetsstycket i ett magasin och matas in i maskinen. En snabbare typ av svarv är toftsvarven, där arbetsstycket drivs från en chuck och istället för motdubb styrs det upp genom ett hål, lynett. Maskinen matar fram den längd detaljen skall ha och svarvstålet, som har samma profil som den önskade detaljen, förs fram. Den färdiga detaljen sticks av och arbetscykeln upprepas. Denna typ av svarvning är lämplig för små detaljer 10–100 mm diameter x max 120 mm längd, men det fordras ett unikt svarvstål för varje detalj.

## Metallsvarv

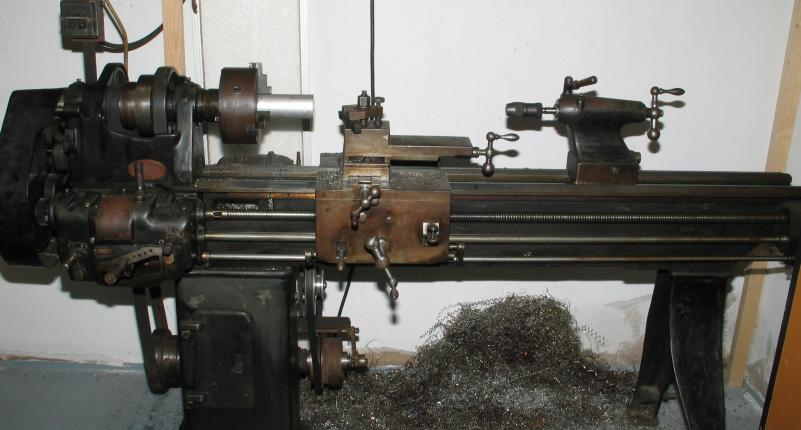
Metallsvarv från 1920 till 1930.

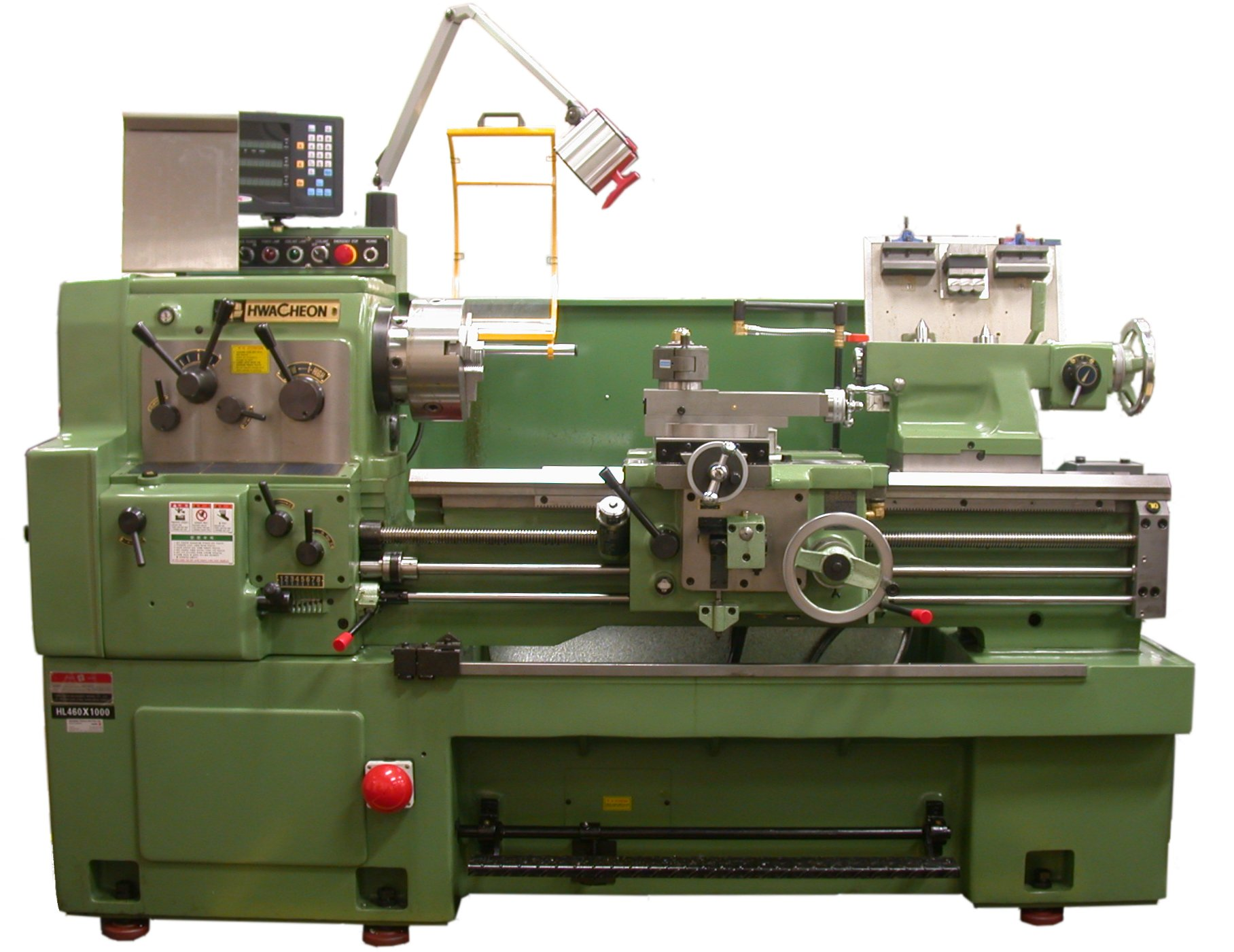
Modern metallsvarv.

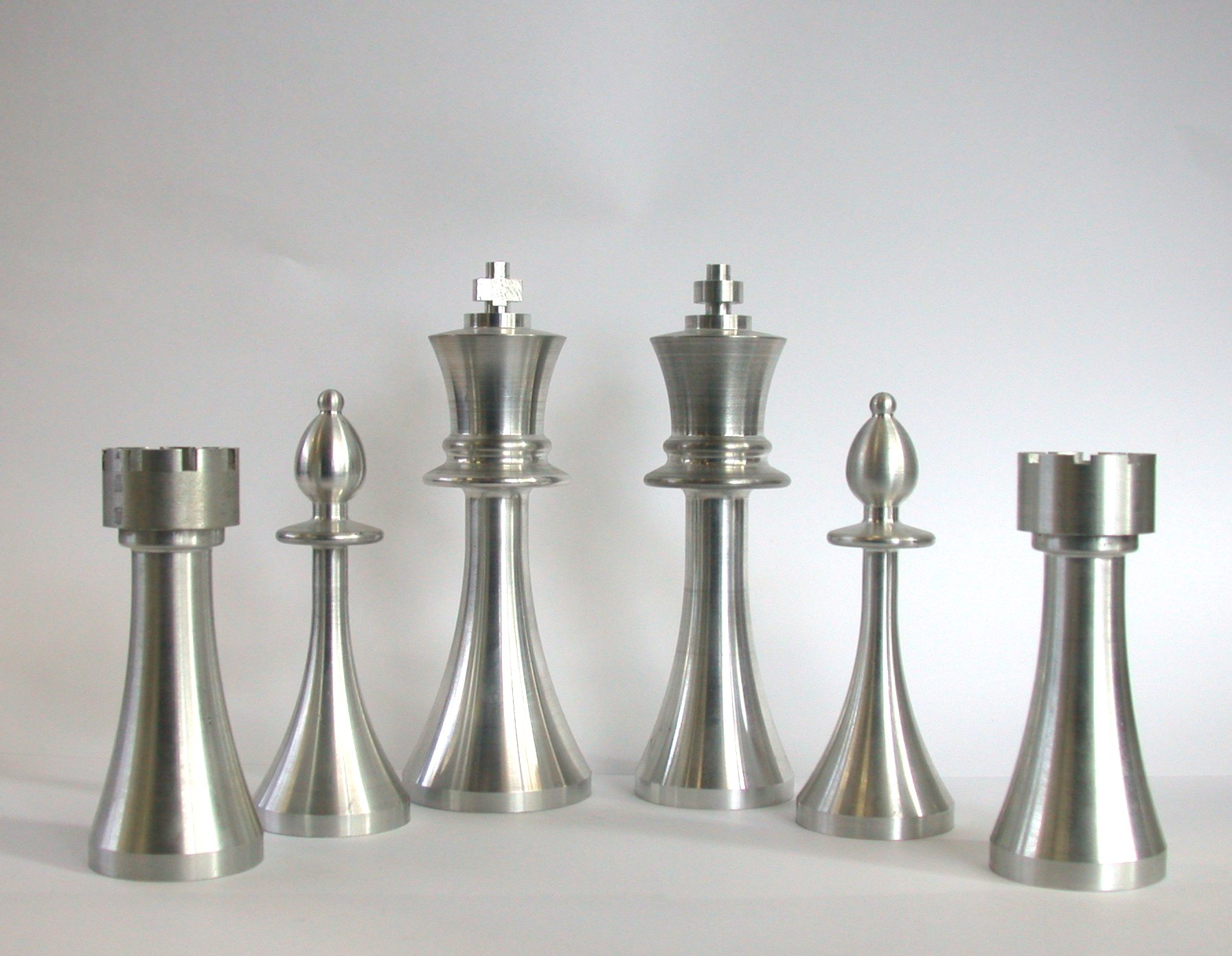
Svarvade schackpjäser.

Metallsvarvens utförande är i princip som en träsvarv. De finns för olika ändamål och för olika material och behov; från urmakarsvarvar till verkstadsindustrin för att svarva till exempel axlar eller turbiner. Utmärkande för metallsvarvar är att skärhuvudet är monterat på en släde. Släden kan styras manuellt, halvautomatiskt eller helautomatiskt (så kallade CNC-svarvar). Metallsvarvar kan också vara utrustade med vätskekylning av arbetsstycket.
Förutom svarvning kan en metallsvarv ofta användas till andra bearbetningsmetoder såsom gängning och lättring.

## Karusellsvarv
En karusellsvarv är en svarv med vertikal spindel (istället för horisontell) som alltså snurrar likt en karusell. Används för arbetsstycken med mycket stor diameter och relativt liten längd.